# Martin Fanger
Martin Fanger (ur. 28 marca 1988) – szwajcarski kolarz górski, dwukrotny medalista mistrzostw świata i wicemistrz Europy.

## Kariera
Pierwszy sukces w karierze Martin Fanger osiągnął w 2005 roku, kiedy zdobył srebrny medal wśród juniorów na mistrzostwach Europy w Kluisbergen. Podczas rozgrywanych rok później mistrzostw świata w Rotorua reprezentacja Szwajcarii w składzie: Florian Vogel, Martin Fanger, Petra Henzi i Nino Schurter zdobyła złoty medal w sztafecie, a indywidualnie Fanger był drugi w kategorii juniorów. W 2006 roku Szwajcarzy zwyciężyli także mistrzostwach Europy w Limosano. Fanger nie startował na igrzyskach olimpijskich.